# 江村彦之進
江村 彦之進（えむら ひこのしん）は、幕末の人物。徳山藩士。徳山七士の一人。名は厚、字は季徳、号は風月。徳山藩士馬廻格50石･江村忠韶の四男で、兄は江村忠純（純一郎、華陽）と、同じく徳山七士の一人である本城清。

## 生涯
長兄の江村忠純と同居し、文章に優れ、気節の士と目された。嘉永7年（1854年）、23歳で『徳山略記』前編4巻、後編8巻を編纂して、徳山藩主・毛利元蕃に献じた。嘉永6年（1853年）に黒船が浦賀に来航して以降、しばしば意見書を元蕃に上呈して士気の作興や綱紀の粛正を説き、その建言が立論適切で藩主の意に適ったため、藩校鳴鳳館の句読師に試用された。安政4年（1857年）には江戸に遊学し、安積艮斎に学んでその塾長となった後に帰国。安政6年（1859年）に兄の本城清を誘って九州を遊歴し、翌万延元年（1860年）には有志と共に山陽・山陰・畿内諸藩を遊歴した。帰国後は萩の明倫館に入り、楫取素彦・土屋矢之助（土屋蕭海）・周布政之助らと交わって国事を論じた。
文久2年4月22日（1862年5月20日）、下関竹崎の白石正一郎を訪ね、薩摩藩の状況を探った後、京摂から江戸に至って萩の同士とともに攘夷実行に奔走し、朝議の攘夷決定を見て文久3年（1863年）に帰藩。帰藩後、学館訓導役となり、同時に藩政に参与して海防局長、会計局長を兼ねて、軍制をはじめとする諸般の制度を改革し、軍備拡張･財政整理に活躍する。元治元年（1864年）の禁門の変後、徳山藩内では保守派（俗論派）が台頭し、8月11日に彦之進は保守派によって、「勤王と称して主家の廃立を謀った」として職を奪われた上で禁固に処せられた。翌8月12日早朝、藩士数名の訪問を受け、兄・忠純が対応したが、藩主の命により尋問をすると偽られ、東関門（周南市の桜馬場の東端）付近に連れ出されて殺害された。享年33。田町の本正寺に葬られた。
藩論回復後、徳山藩主・毛利元蕃は、殉難七士の家を復興し、その遺族を優遇した。明治21年（1888年）に靖国神社に合祀され、明治31年（1898年）には徳山七士の7名全員に従四位が贈られた。周南市の児玉神社には七士の顕彰碑（初めは遠石地区に建てられた）と贈従四位の碑が建っている。